# Книга пророка Наума

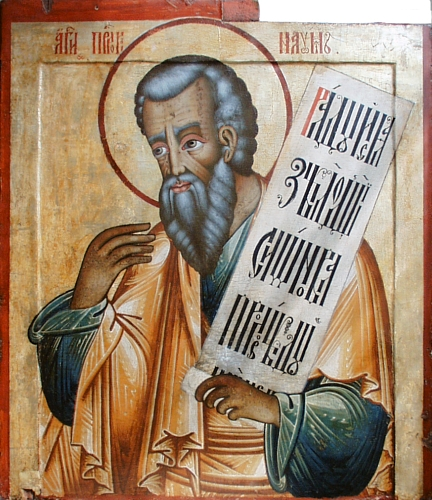
Пророк Наум

Кни́га проро́ка Нау́ма — сьома книга малих пророків Старого Завіту Біблії. Книга складається із трьох розділів. 
Книга пророка Наума являє собою поему, яка містить пророкування падіння Ніневії, столиці могутньої Ассирії. Ймовірно поема написана поетичною мовою призначалася для виконання в Храмі.

## Автор та час написання
Пророк Наум походить з Елкоша (Наум 1:1), але про це місто також немає певних відомостей. Про Наума також практично нічого не відомо. Його ім'я означає «утішитель» і ймовірно, є зменшеною формою імені Неємія (Господь утішить). Можливо, ім'я пророка є просто символічним.

Про час написання книги можна сказати, що вона написана в період між падінням Фів (в книзі Но-Амон) і падінням Ніневії, тобто між 663 і 612 р. до н. е. Період життя пророка належить до VII-го століття до н. е. і він був сучасником пророків Софонії,  Авакума та Єремії.

## Зміст
Перша глава являє собою псалом, написаний акровіршем (хоча і неповним), який прославляє Бога-Суддю. У цій главі прославляється милість Господа до Свого народу і вірність Його завіту. Теми:
- Походження (Наум 1:1)
- Хваління Господа (1,2-2,1)

Другий розділ розповідає про падіння Ніневії. У ній особливо підкреслюється, що це велике місто, столиця могутньої імперії. Вона порівнюється з левиним лігвом (лев — символ Ассирії). Теми:
- Суд Ніневії. (2,2-3,19)
- Штурм міста (Наум 2:2-6)
- Лігвище левів (Наум 2:12-14)

Третя глава продовжує цю тему, описує знову картину загибелі міста, вказуючи причини цього: храмова проституція, жадібність, жорстокість. Падіння Ніневії порівнюється з тим, як ассирійці захоплювали інші міста і країни. Теми:
- Вина і кара (Наум 3:1-7)
- Порівняння з Но-Амоном (Наум 3:8-15)
- Неминучий суд (Наум 3:16-19)